# Institut for Medicin og Sundhedsteknologi
Institut for Medicin og Sundhedsteknologi er et institut på Aalborg Universitet under Det Sundhedsvidenskabelige Fakultet. Instituttets historie går tilbage til 1978, hvor  Annelise Rosenfalck blev Danmarks første professor i 
sundhedsteknologi.
Instituttet ledes af en institutleder.

## Uddannelser
| Bacheloruddannelser - Sundhedsteknologi - Medicin med Industriel Specialisering - Medicin (lægeuddannelsen) - Idræt | Kandidatuddannelser - Biomedical Engineering and Informatics - Medicine with Industrial Specialisation - Medicin (lægeuddannelsen) - Idræt - Idrætsteknologi - Folkesundhedsvidenskab - Klinisk Videnskab og Teknologi - Muskuloskeletal Fysioterapi |